# Die Kaiserin (Fernsehserie)
Die Kaiserin (internationaler Titel The Empress) ist eine deutsche Fernsehserie von Netflix. In den Hauptrollen sind Devrim Lingnau als Kaiserin Elisabeth und Philip Froissant als Kaiser Franz Joseph I. zu sehen. Die erste Staffel wurde im September 2022 veröffentlicht, die zweite folgte im November 2024. Im Januar 2025 gab Netflix die Produktion einer dritten und letzten Staffel bekannt.

## Handlung
Die rauschhafte Liebe von Elisabeth („Sisi“) und Kaiser Franz von Österreich bringt das Machtgefüge der Habsburger Herrscherfamilie und die Gepflogenheiten am Wiener Hof völlig durcheinander.

## Besetzung
| Rolle                                            | Schauspieler          | Staffel |
| ------------------------------------------------ | --------------------- | ------- |
| Kaiserin Elisabeth/Sisi                          | Devrim Lingnau        | 1–      |
| Kaiser Franz Joseph I.                           | Philip Froissant      | 1–      |
| Erzherzogin Sophie                               | Melika Foroutan       | 1–      |
| Erzherzog Maximilian                             | Johannes Nussbaum     | 1–      |
| Alexander von Bach                               | Alexander Finkenwirth | 1–      |
| Margarete Gräfin von Lamberg                     | Noëmi Krausz          | 1–      |
| Karl Ferdinand Graf von Buol                     | Leopold Hornung       | 1–      |
| Theo                                             | Rauand Taleb          | 1–      |
| Charlotte von Stubenberg                         | Runa Greiner          | 1–      |
| Luzi-Wuzi, Erzherzog Ludwig Viktor               | Felix Nölle           | 1–      |
| „Leontine von Apafi“                             | Almila Bagriacik      | 1–2     |
| Amalia von Salm-Reifferscheidt, Hofdame          | Hanna Hilsdorf        | 1–      |
| Kardinal Rauscher                                | August Schmölzer      | 1–      |
| Louise Gräfin von Gundemann                      | Svenja Jung           | 1–      |
| Charlotte von Belgien                            | Josephine Thiesen     | 2–      |
| Sophie Esterházy-Liechtenstein, Oberhofmeisterin | Wiebke Puls           | 1       |
| Emma                                             | Tereza Duskova        | 2–      |
| Pauline von Bellegarde                           | Carla Hüttermann      | 2–      |
| Ludovika von Bayern                              | Jördis Triebel        | 1–      |
| Napoleon III.                                    | Christophe Favre      | 2–      |
| Helene in Bayern                                 | Elisa Schlott         | 1       |
| Herzog Friedrich von Anhalt                      | Christopher Bailey    | 1       |
| Elsa                                             | Anna Böttcher         | 1       |
| Johann Kempen von Fichtenstamm                   | Erol Nowak            | 1       |

## Hintergrund und Veröffentlichung
Die erste Staffel wurde vom 9. August 2021 bis zum 14. Januar 2022 gedreht. Da in der Hofburg in Wien keine Dreharbeiten stattfinden durften, fanden diese in Franken und im traditionsreichen Studio Babelsberg in Potsdam statt.
In den Hallen von Studio Babelsberg entstanden in Zusammenarbeit mit dem Szenenbildner Matthias Müsse drei majestätische Schlosszimmer sowie ein Pferdestall. In der Marlene-Dietrich-Halle – die älteste und einer der größten Hallen des Filmstudios – errichteten die Gewerke das Schlafzimmer von Elisabeth, das Privatgemach von Schwager Maximilian sowie das Speisezimmer.
Die Franken-Drehorte waren unter anderem am Bamberger Dom und am Domplatz, der Stadtpfarrkirche St. Georg in Dinkelsbühl, dem Schloss Weißenstein in Pommersfelden, dem Schloss Eyrichshof bei Ebern, dem Faberschloss in Stein, dem Neues Schloss in Bayreuth und dem Schloss Friesenhausen in Aidhausen. Die Szenen in der Gießerei wurden auf dem Firmengelände einer Maschinenfabrik in Bamberg gefilmt.
Die erste Staffel wurde am 29. September 2022 veröffentlicht. Die Serie war ursprünglich als Miniserie geplant.
Im November 2022 wurde eine zweite Staffel in Auftrag gegeben, die am 22. November 2024 veröffentlicht wurde. Gedreht wurde diesmal überwiegend in Prag sowie zwei Wochen erneut im Schloss Weißenstein in Pommersfelden.

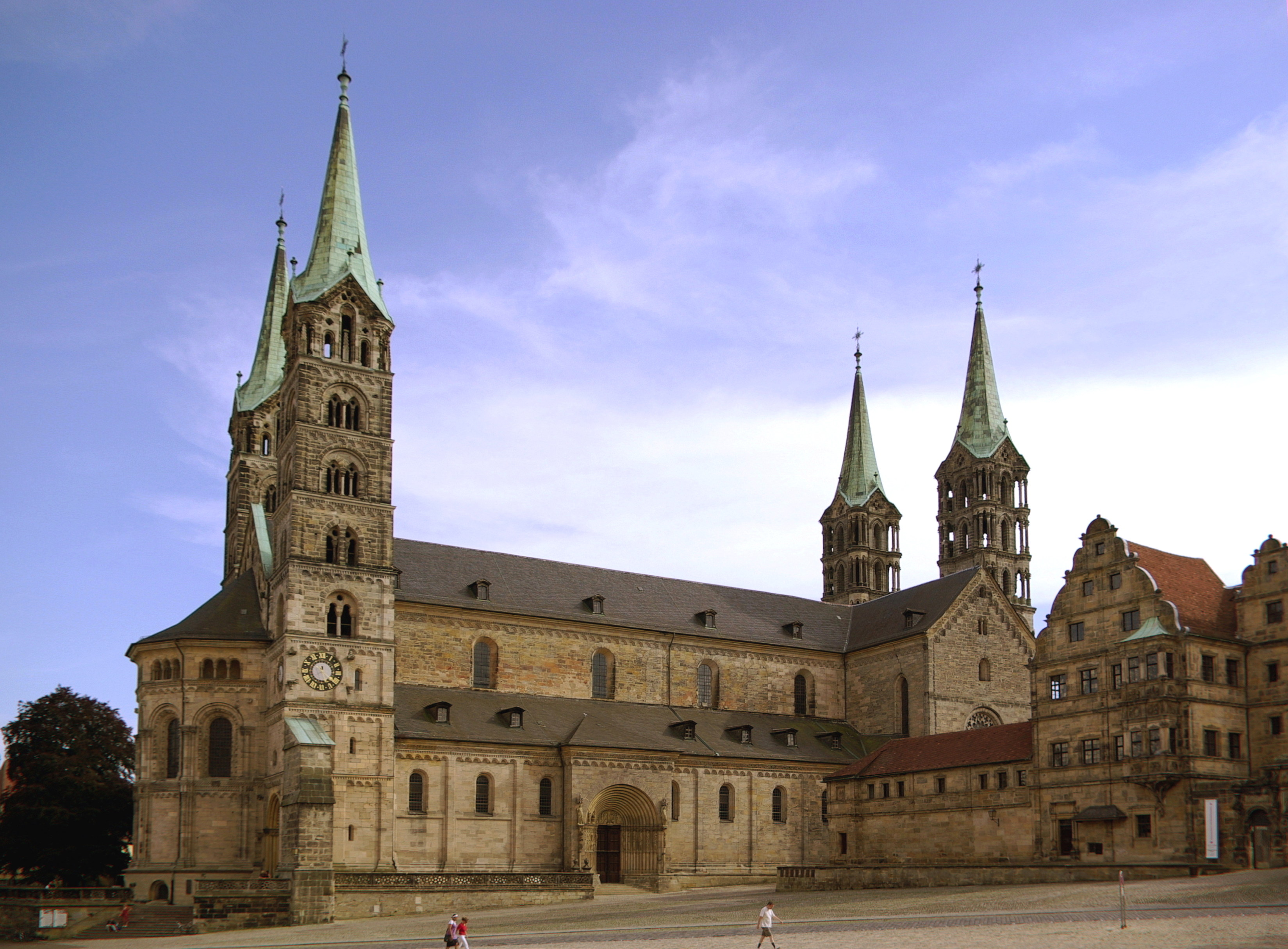
Die Serie beginnt mit Außenszenen am Bamberger Dom und am Domplatz.
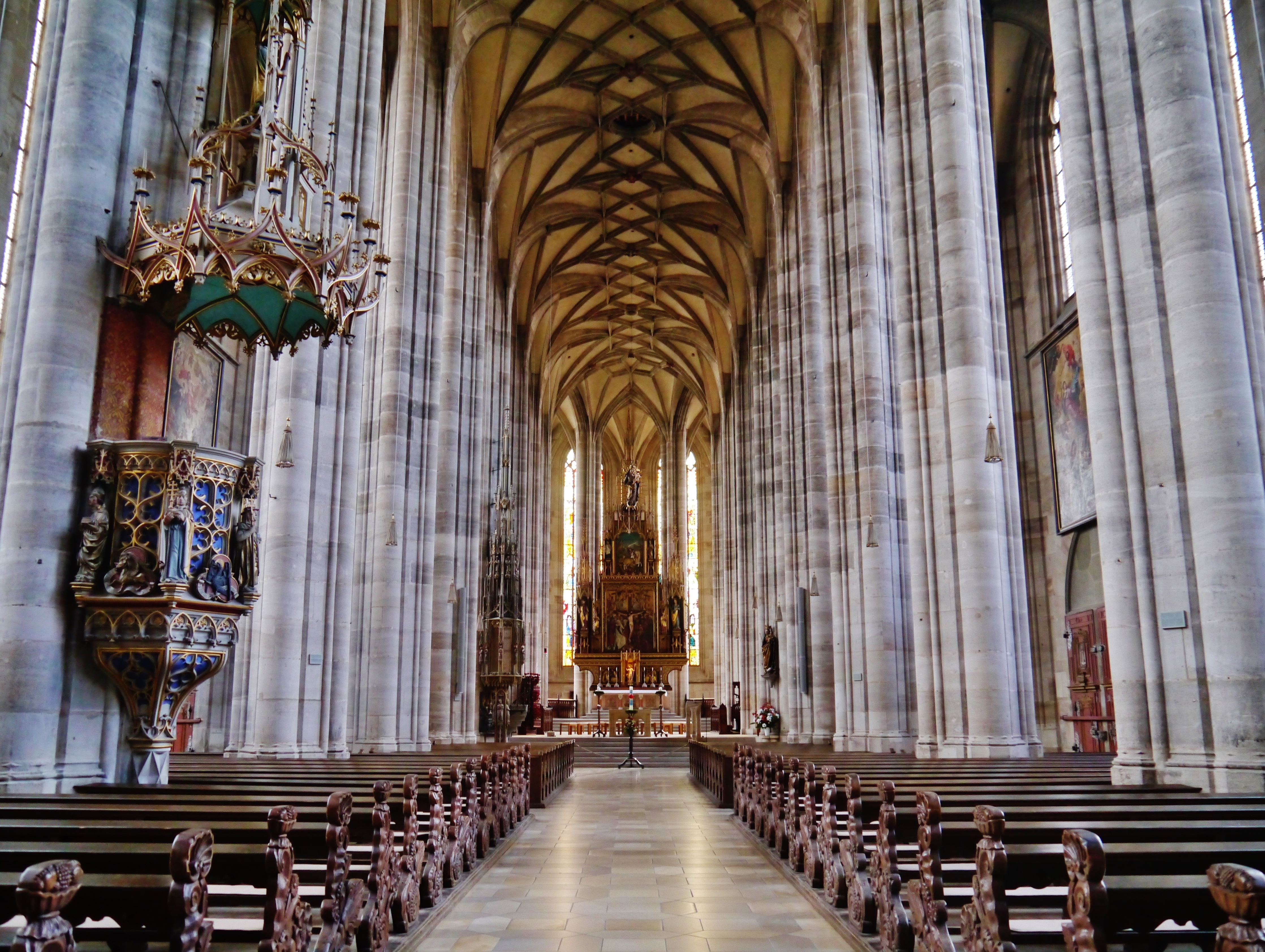
Die Hochzeitsmesse wurde in der Stadtpfarrkirche St. Georg in Dinkelsbühl gedreht.
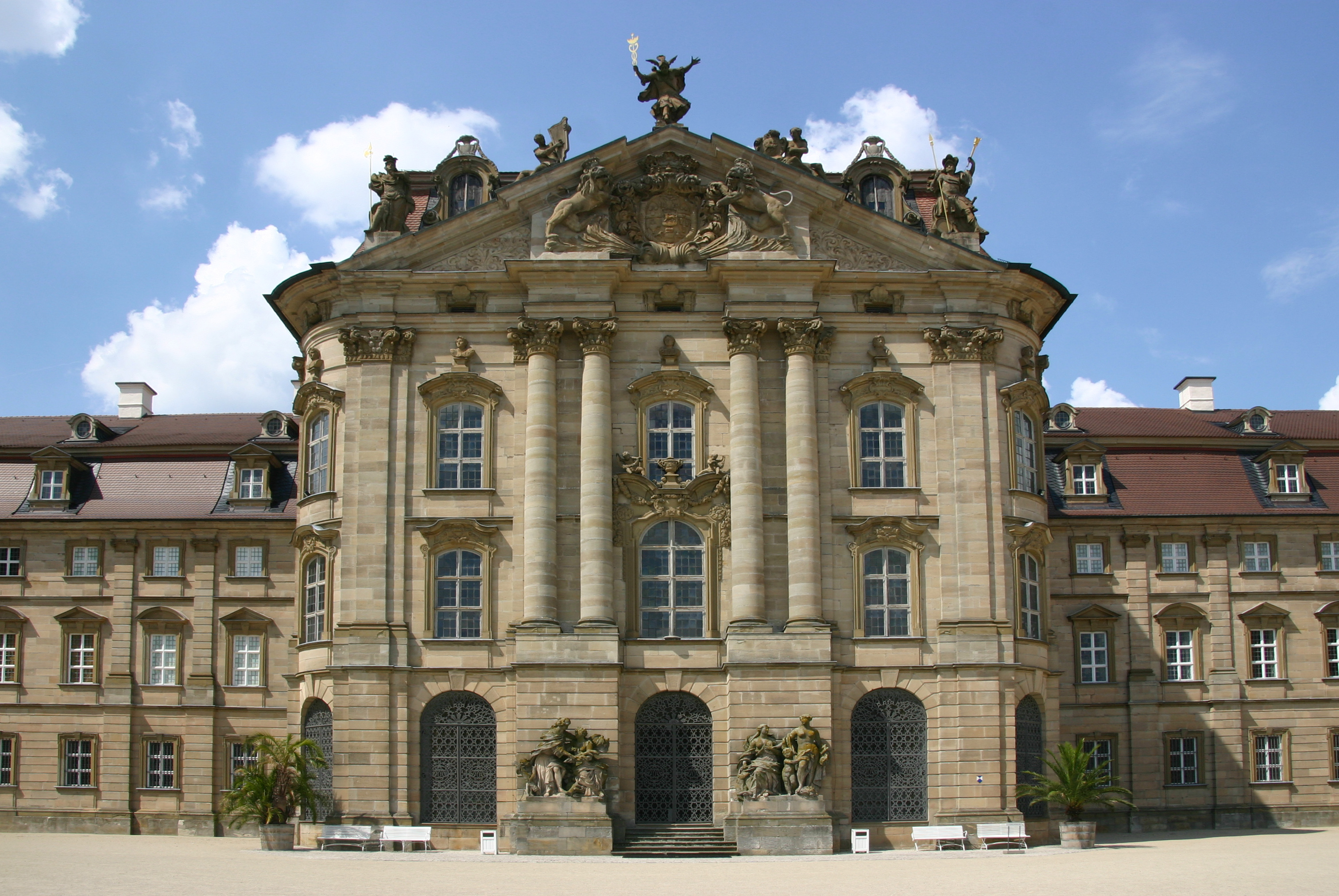
Schloss Weißenstein in Pommersfelden
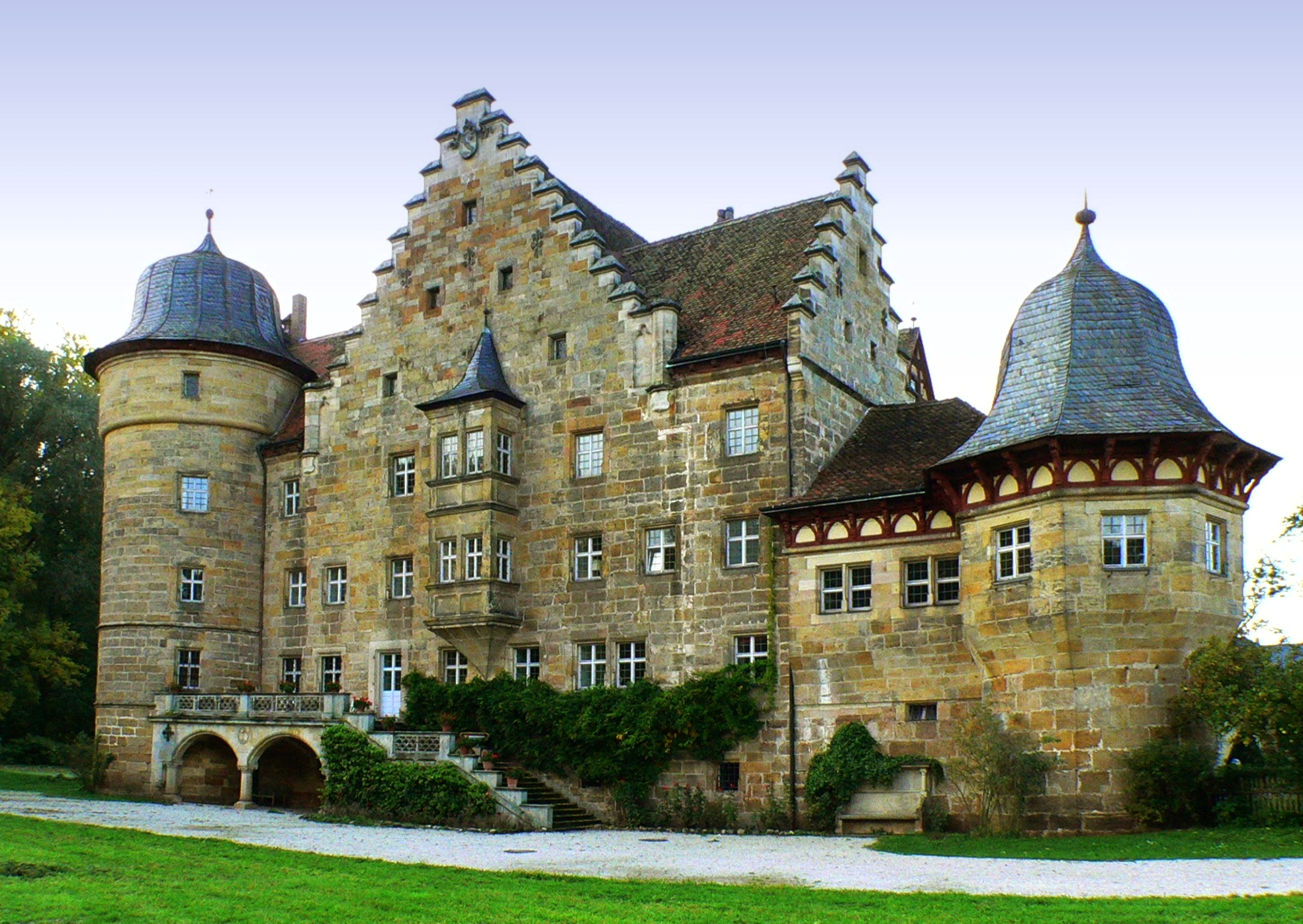
Schloss Eyrichshof bei Ebern diente von außen als Drehort für den Habsburger Landsitz in Bad Ischl.
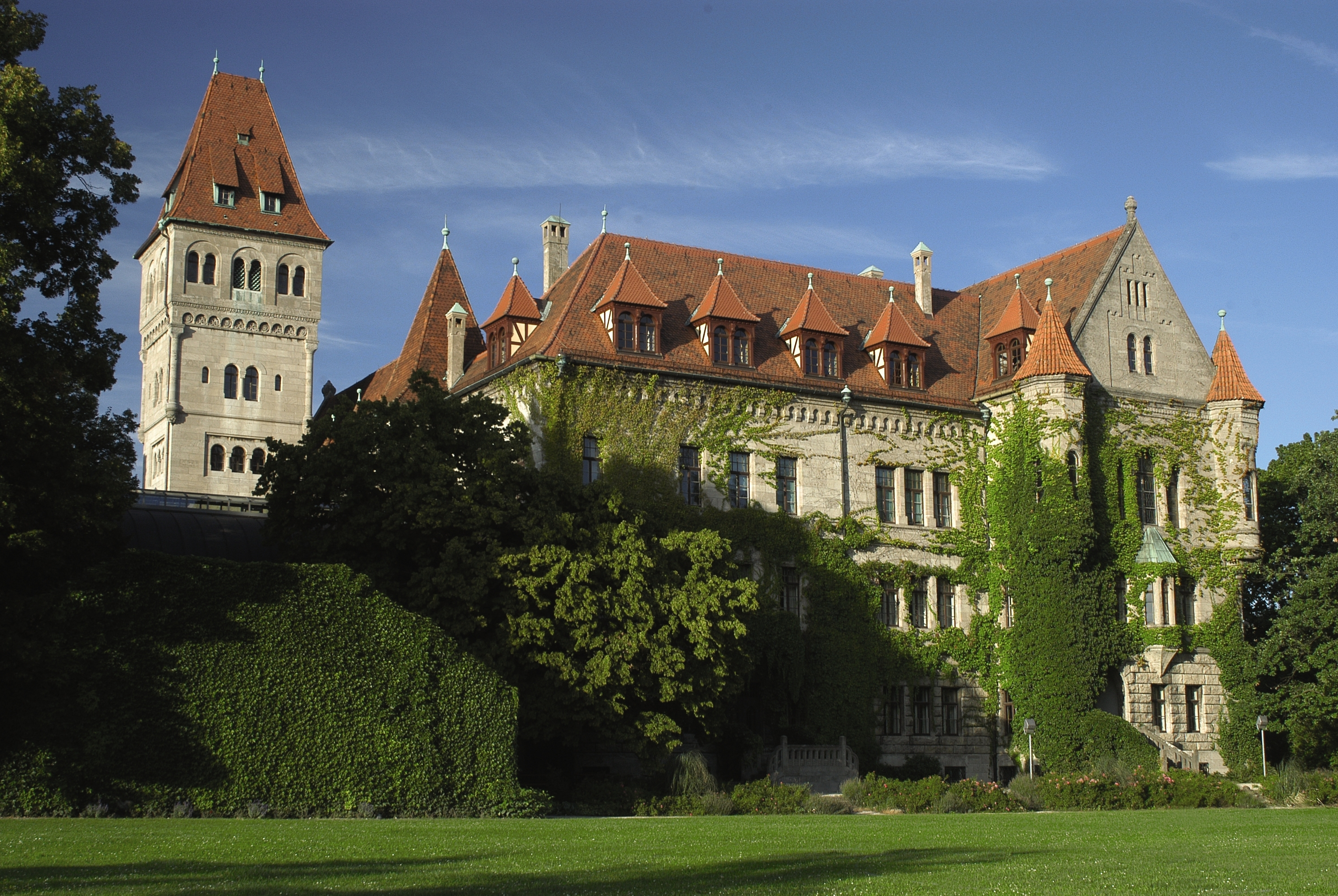
Faberschloss in Stein
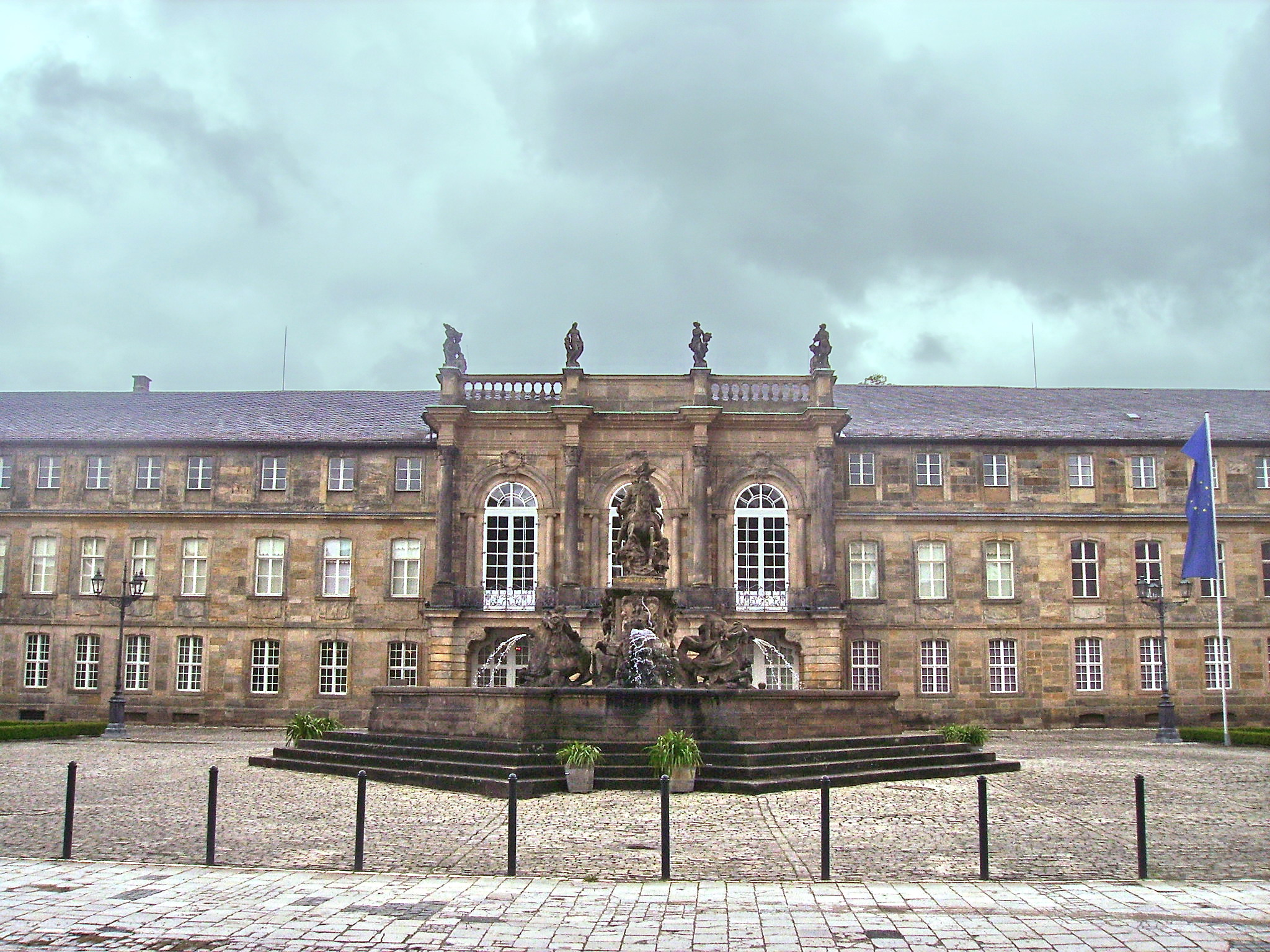
Neues Schloss in Bayreuth
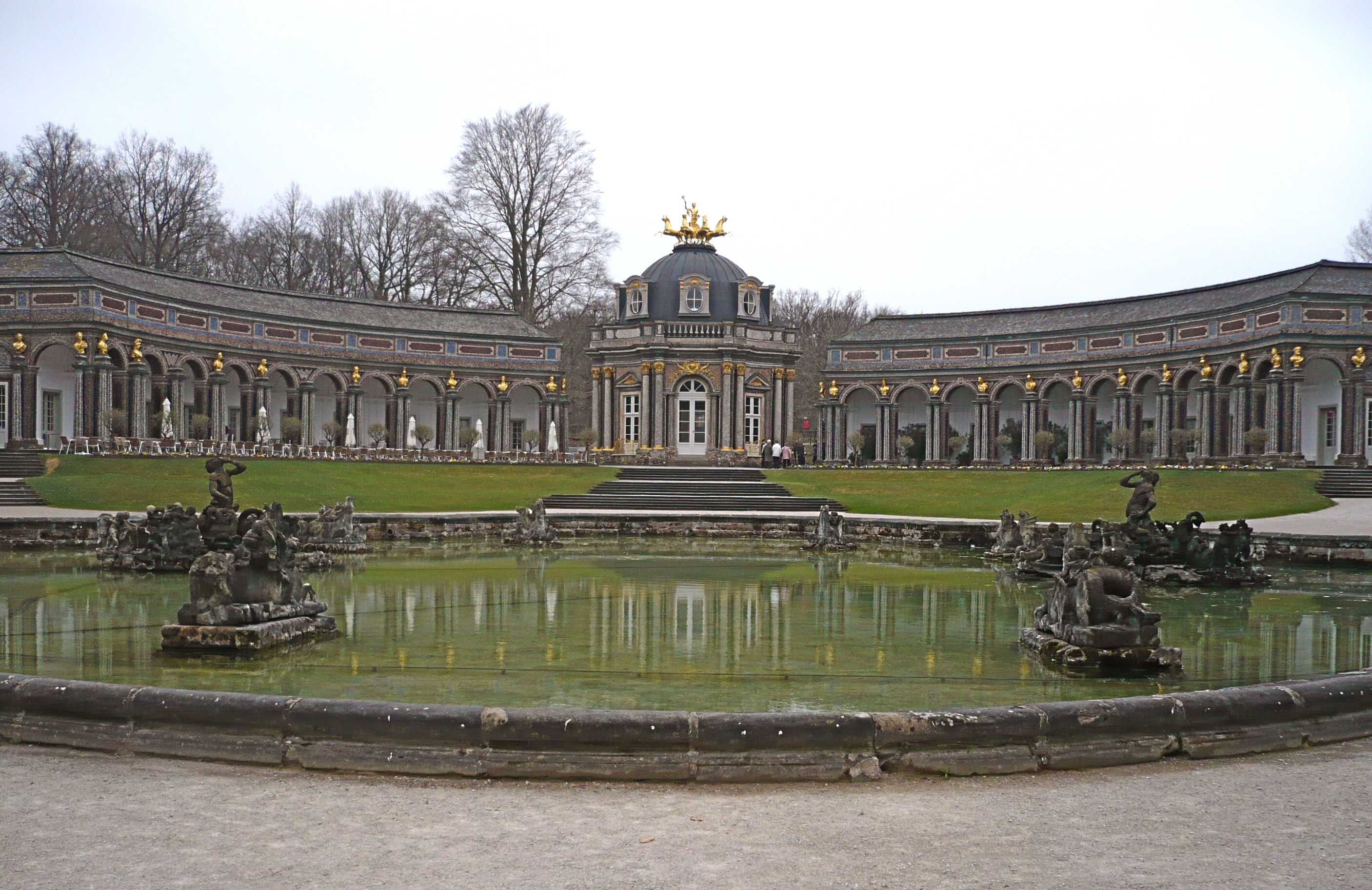
Neues Schloss in der Eremitage, ebenfalls in Bayreuth
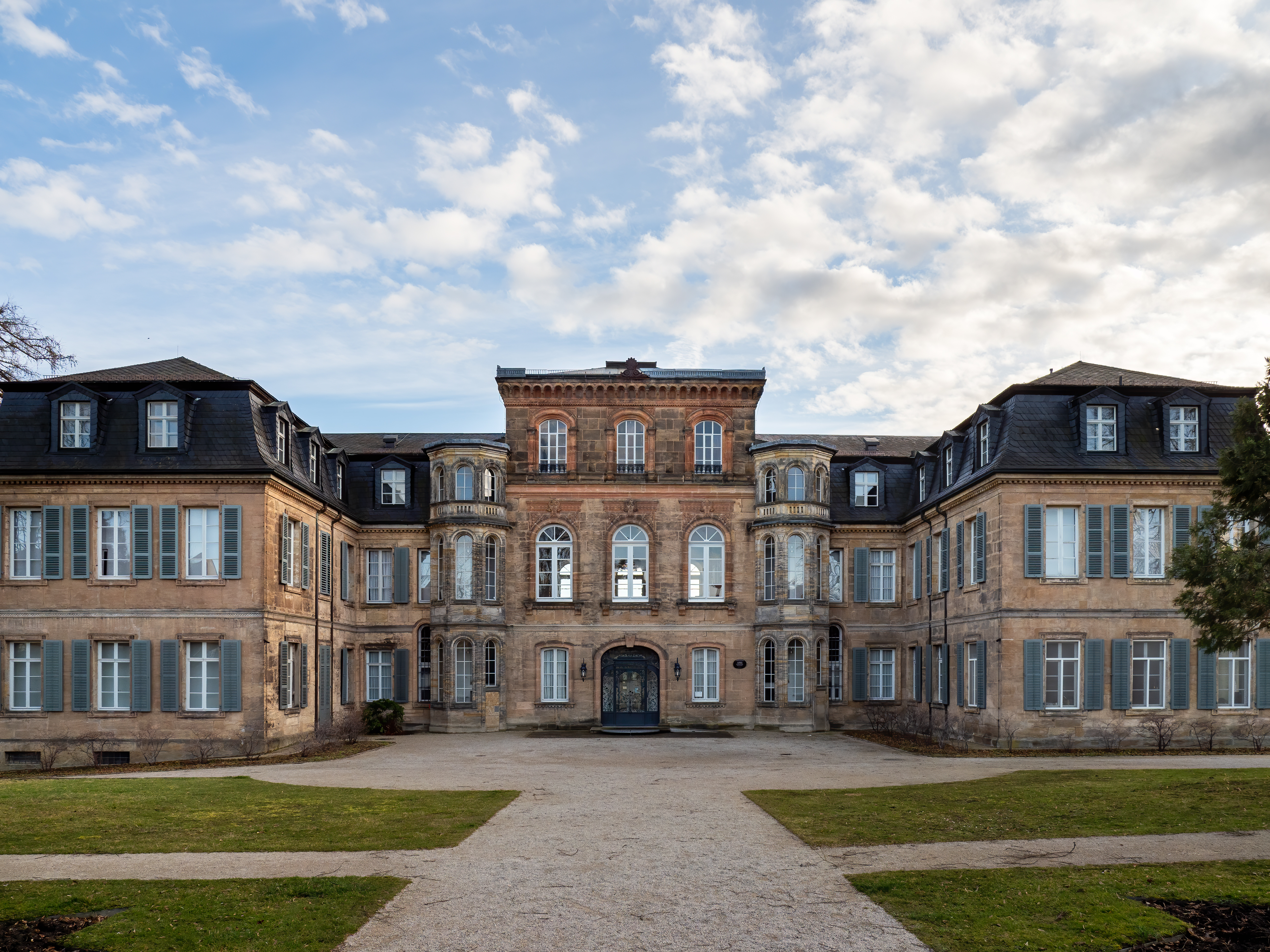
Schloss Fantaisie mit dem Schlosspark, westlich von Bayreuth
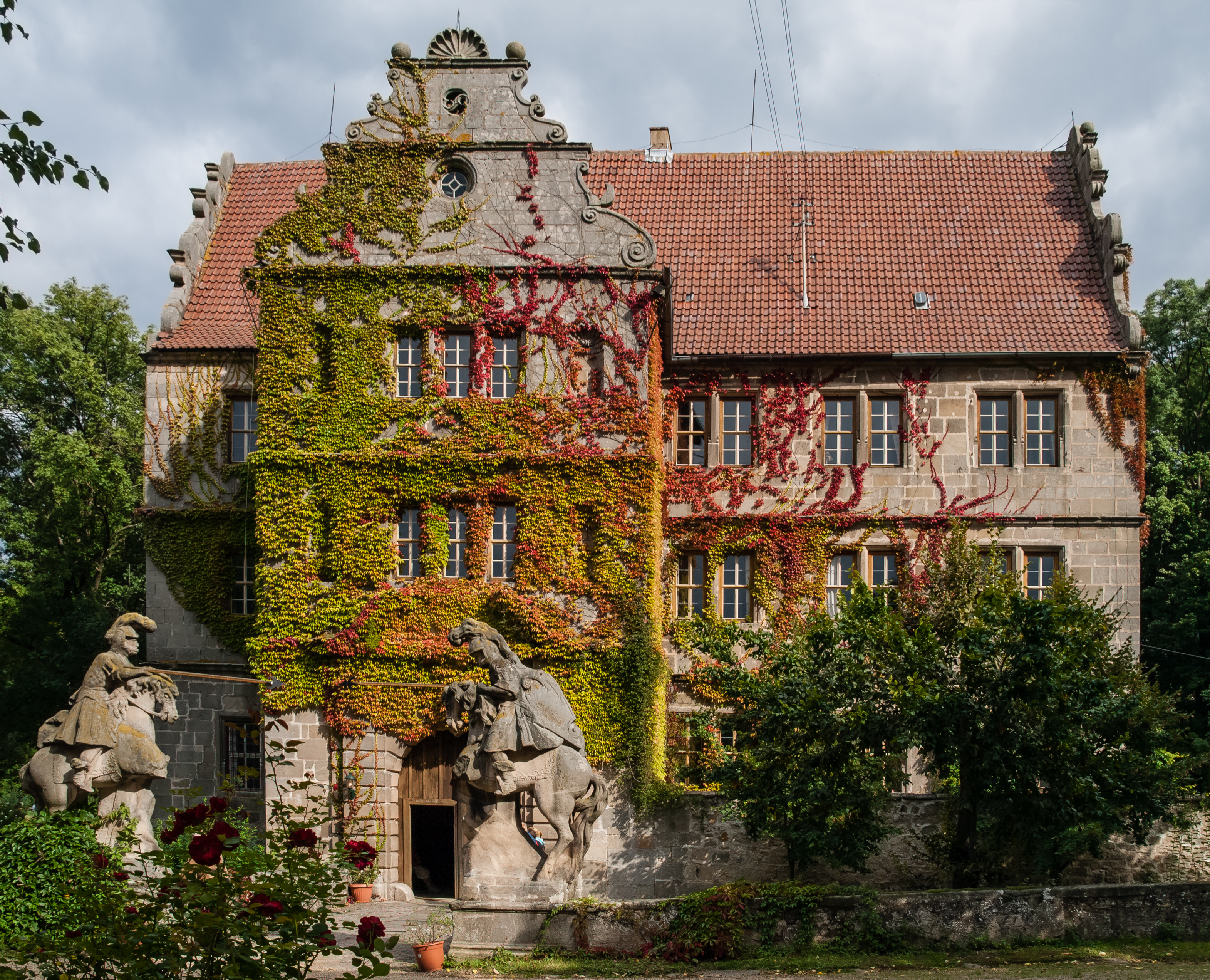
Schloss Friesenhausen in Aidhausen

## Rezeption

### Kritiken
Die Kaiserin erhielt ein gutes Presseecho. So erfasst der US-amerikanische Aggregator Rotten Tomatoes 83 % wohlwollende Besprechungen und ordnet die Serie dementsprechend als „Frisch“ ein.

„Es spricht unbedingt für die Serie von Hauptautorin und Showrunnerin Katharina Eyssen, dass man beim Schauen so ein Mitgefühl für die Nebenfiguren entwickelt. Die Serie […] hat Zeit zum Erzählen, fast sechs Stunden nur für den Beginn der Ehe, und verwendet sie klug.“

„Die Kaiserin, die neue Herrscherinnen-Serie von Netflix, groß angekündigt, aber durchweg enttäuschend. Dabei halten in den sechs Folgen dieser ‚Sisi‘-Mythos-Neugestaltung ausgezeichnete Schauspielerinnen und Schauspieler Hof. […] Anstelle all des Liebeskitsches und brüderlichen Konflikts zwischen Franz Joseph und Maximilian wäre mehr Groteske die bessere Option gewesen. […] Schade um unser aller Zeit.“

### Auszeichnungen
International Emmy
- 2023
  - Auszeichnung: Beste Dramaserie

Deutscher Fernsehpreis
- 2023
  - Auszeichnung: Bester Schauspieler – Dramaserie (für Philip Froissant)
  - Auszeichnung: Beste Ausstattung – Fiktion (für Gabriela Reumer (Kostüm) und Matthias Müsse (Szenenbild))
  - Nominierung: Beste Dramaserie
  - Nominierung: Bester Schnitt/Montage – Fiktion (für Robert Eyssen, Boris Gromatzki und Heike Parplies)